# Tony Jonsson
Tony Jonsson, właśc. Þorsteinn Elton Jónsson (ur. 19 października 1921 w Reykjavíku, zm. 30 grudnia 2001 w Anglii) – islandzki lotnik, jedyny islandzki as myśliwski okresu II wojny światowej.

## Życiorys
Þorsteinn Elton Jónsson urodził się w Reykjavíku w 1921 roku jako syn Snæbjörna Jónssona (1887–1978) i Annie Florence Westcott Jónsson (1893–1936).
W młodości chciał zaciągnąć się do Royal Air Force i zwrócił się w tej sprawie do brytyjskiego poselstwa na Islandii, gdzie mu powiedziano, że to niemożliwe ze względu na jego obywatelstwo, mimo że był synem Angielki. Nie zważając na przeciwności, udał się do Anglii, gdzie w 1940 roku wstąpił do RAF. Jako sierżant latał na Hurricane'ach w 17. dywizjonie, następnie służył w 111. dywizjonie wyposażonym w Spitfire’y. Podczas operacji Torch otrzymał Distinguished Flying Medal. 13 stycznia 1943 roku został awansowany na pierwszy stopień oficerski, podporucznika (pilot officer). W późniejszym okresie został przeniesiony do 65. dywizjonu uzbrojonego w Mustangi, z którym brał udział w walkach nad Normandią. 13 stycznia 1945 roku awansował na kapitana (flight lieutenant), 16 kwietnia 1947 roku został zdemobilizowany.

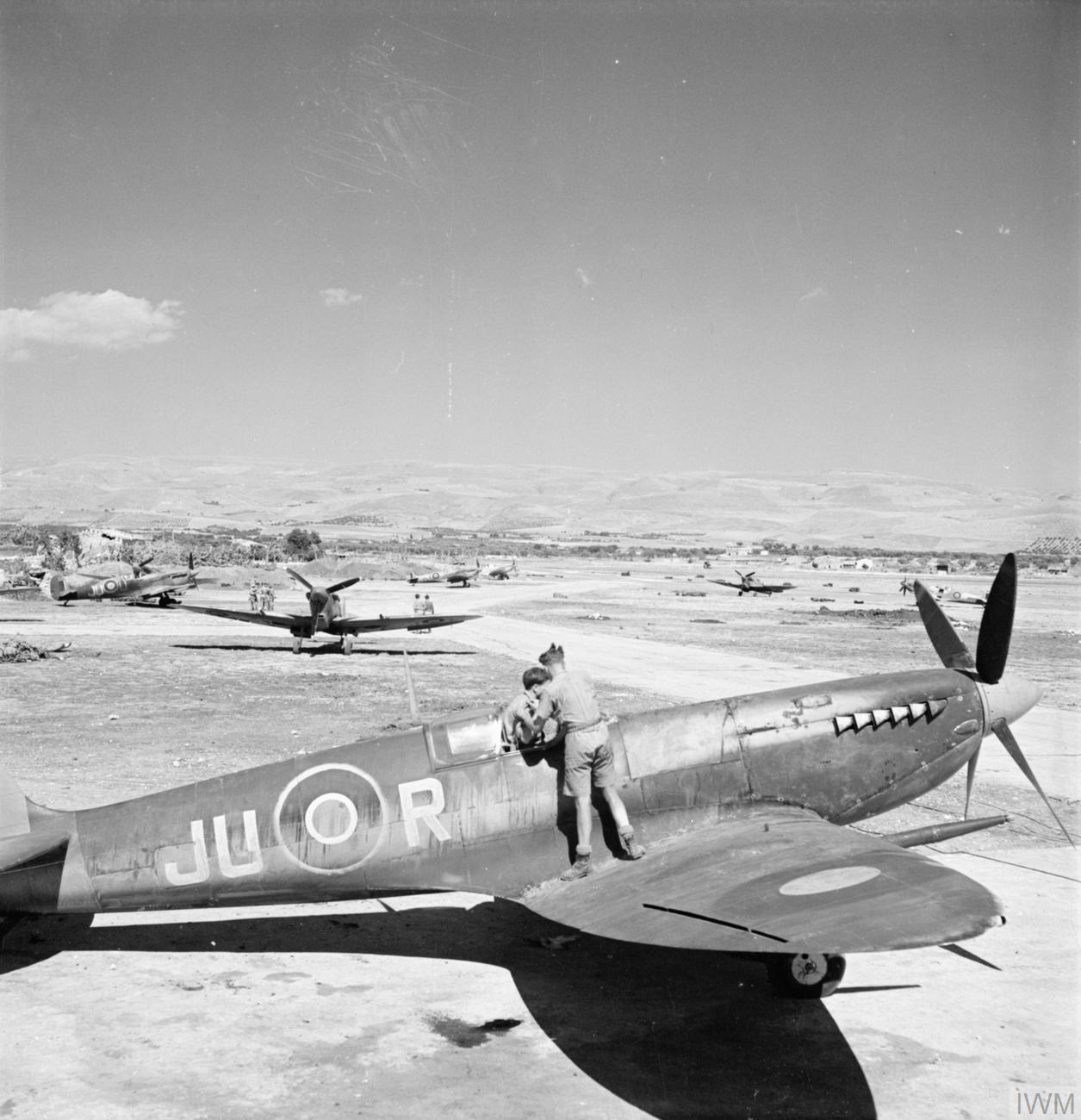
Spitfire Mk IXC ze 111. dywizjonu, w którym służył Jonsson

Podczas II wojny światowej Jonsson zgłosił zestrzelenie 8 samolotów, z czego potwierdzono 5. Swoje wojenne wspomnienia opisał w 1994 roku w książce Dancing in the Skies.
Po wojnie wykonywał pierwsze islandzkie loty krajowe na dwusilnikowych Douglas DC-3, na nowo powstającej infrastrukturze wykorzystując swoje umiejętności w trudnych warunkach pogodowych. Następnie latał w rejsach międzynarodowych dla linii Icelandair i Loftleiðir. W latach 1956–1960 mieszkał w Léopoldville w Kongu Belgijskim, gdzie pracował dla przewoźnika Sabena, będąc między innymi osobistym pilotem premiera Patrice’a Lumumby.
Po powrocie z Afryki wykonywał loty patrolowe nad wschodnim wybrzeżem Grenlandii. Podczas wojny domowej w Nigerii (1967–1970) dostarczył setki ton zaopatrzenia z São Tomé do Biafry, 413 lotów odbył w nocy, lądując na drogach oświetlonych prymitywnym światłem włączanym na krótko przed lądowaniem.
Pod koniec kariery latał na jumbo jetach w barwach Cargolux. Przeszedł na emeryturę po 47 latach spędzonych za sterami, z nalotem 36 000 godzin. Swoją karierę w islandzkim lotnictwie cywilnym opisał na kartach książki pt. Lucky, no 13: The Eventful Life of a Pilot.

## Życie prywatne
Tony Jonsson był trzy razy żonaty: z Angielką Marianne (1946–1952), z Margrét Þorbjörg Thors (1952–1965 lub 1967), jedną ze stewardes i córką Ólafura Thorsa, pięciokrotnego premiera Islandii oraz z Katrín Þorðardóttir (1969–1994). Na emeryturze spędzał wolny czas na wędkowaniu, malowaniu akwarelą i pisaniu.

## Odznaczenia
- Distinguished Flying Medal[3]

## Publikacje
- Dancing in the Skies
- Lucky, no 13: The Eventful Life of a Pilot